# Хэпгуд, Эдди
Эдди Хэпгуд (англ. Eddie Hapgood, 24 сентября 1908, Бристоль — 20 апреля 1973, Ройал-Лемингтон-Спа) — английский футболист, игравший на позиции защитника, капитан сборной Англии. По завершении игровой карьеры — футбольный тренер.
Один из лучших защитников в истории «Арсенала». Капитан легендарных «канониров» 30-х годов. Лондонцы стали первыми, кто стал играть по системе «Дубль-ве», а одним из ключевых игроков новой игровой схемы был Эдди Хэпгуд. В лиге провел 392 матча. Чемпион Англии 1931, 1933—1935 и 1938 годов, обладатель Кубка Англии 1930 и 1936 года. За сборную Англии в 1933—1939 провел 30 матчей, в 21 из них был капитаном команды. Безошибочно выбирал позицию, один из первых в мире регулярно подключался к атакам.

## Биография

### Ранние годы

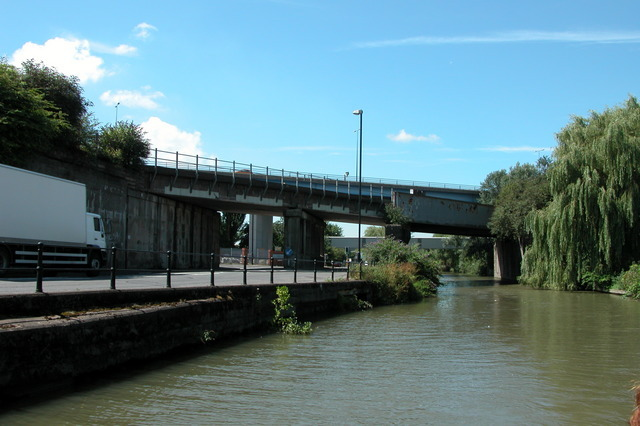
Район Бартон-Хилл^{[en]}, где Хэпгуд начал играть в футбол.

Эдди родился в южном британском городке Бристоль 24 сентября 1908 года. Он стал девятым ребёнком в семье и первые шесть лет своей жизни провел в восточном Бристоле, в районе Дингс, который высоким уровнем жизни никогда не отличался. Ещё с середины XIX века это место начали застраивать домами для рабочих близлежащей железной дороги. Обычно дома имели два этажа (на каждом из которых двухкомнатная квартира). На юге такого района и проживала большая семья Хэпгудов.
Позже Эдди учился в Школе Эммануэля, которая находилась на Бартон Роуд в Сент-Филепсе. В начале своей автобиографии Хэпгуд вспоминал о первых годах в Бартон Хилли, когда ему было 10 лет и впервые пришлось поиграть в футбол возле городской магистратуры. Дело закончилось разбитым окном и штрафом в размере 12,5 пенсов (по тем временам немалая сумма). Как вспоминал сам Эдди: «даже тогда я играл защитника».
1920 году Эдди оставил Школу Эммануэля, вступив в другую — Мор Скул на Сент-Джудс-Ливинг. А в 14 лет он совсем забросил свое образование. Сам Эдди вспоминал: «В школе я очень мало играл в футбол. Если быть точным, провел лишь две игры. Тогда я уже заканчивал свое обучение в нашей школе и должны были ввести новую программу развития, место в которой нашлось и футбола. Директор сказал мне собирать команду и разбить всех в пух и прах. Но после двух игр я отправился в старшую школу».
С тех пор он начал зарабатывать на жизнь самостоятельно, занимаясь доставкой молока на повозке с лошадьми в маслобойку своего шурина. Не забывал юный защитник и о футболе, играя за команду «Сент-Филип Марш» в местной Лиге Даунс: «Каждую субботу с утра я принимал своего старого коня и мчался на игру. Обычно я действовал в защите, но однажды на второй тайм пришлось выйти в нападении, и мне удалось забить четыре гола за 10 минут».

### «Бристоль Роверс»
Играя в местных командах, Эдди не оставлял надежды попасть в главную команду города — «Бристоль Роверс». В мае 1927 года его таки приняли, дав шанс проявить себя за резерв. Впервые он сыграл за вторую команду «Роверс» 7 мая в рамках Западной Лиги против «Тонтона» на «Иствил Стэдиум». После матча в отчете местной газеты Green’un не переставали восхищаться игрой молодого футболиста: «„Роверс“ выставили нового игрока, защитника Хэпгуда, который произвел хорошее впечатление с первых же минут, вовремя останавливая атаки соперника. Хэпгуд новый парень, сполна оправдал свое включение в основу, играя в защите словно ветеран». Не меньшим было восхищение и руководства «Бристоля», которое предложило Эдди полноценный контракт на 8 фунтов в неделю и работу развозчика угля летом. Однако Хэпгуд решил, что развозить молоко куда престижнее, и отказался. Главной же причиной стало, что в контракте ни слова не говорилось о зарплате в межсезонье.

### «Кеттеринг Таун»

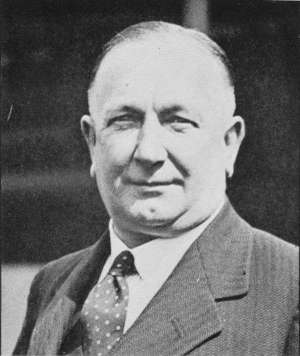
Герберт Чепмен — многолетний тренер «Арсенала», который заметил и купил игрока для своей команды, открыв путь Хэпгуд в большой футбол.

Вскоре Хэпгуд подписал контракт с малоизвестным клубом «Кеттеринг Таун», который играл тогда в восточной секции Южной Лиги (4-й уровень). Переход состоялся благодаря рекомендации какого-то футболиста, совсем недавно перебрался из «Бристоля» в «Кеттеринг», и знавшем Хэпгуда. В отличие от бристольской, предложенная «Кеттерингом» зарплата была вдвое меньше, но зато здесь платили ещё и летом (3 фунта). Сама процедура подписания проходила в доме матери Эдди, который тогда отлеживался в постели, потому что загрипповал.
Проведя 12 игр в начале сезона 1927/28, в октябре того же года в офисе «Кеттеринг Таун» появился Герберт Чепмен. Тогда знаменитый менеджер руководил «Арсеналом» и следил за молодым защитником, вероятно разглядев в парне потенциал: «После игры тренер „Кеттеринга“ Билл Коллир позвал меня в свой кабинет и представил одному человеку в твидовом костюме, очки которого не скрывали проницательного взгляда его голубых глаз. Тогда я ещё не знал кто это… Коллир сказал: „Эдди, это мистер Чэпмен и ещё один джентльмен — мистер Эллисон“. Как оказалось, эти два человека сыграли важнейшую роль в моей будущей карьере. Через несколько секунд молчания мистер Чэпмен спросил: „Ну, молодой человек, пьете или курите?“ Скорее удивившись, я твердо ответил: „Нет, сэр“».
Получив необходимый ответ и согласие самого игрока, Чепмен взялся за руководство клуба. Главный менеджер «канониров» сделал очень щедрое предложение в 750 фунтов плюс некоторые бонусы, а также товарищеский матч с его клубом, с гарантией, что многие из ведущих футболистов примут в нём участие.

### Переход в «Арсенал»
Вскоре Эдди сел на поезд, следовавший в Лондон, чтобы присоединиться к своим новым партнерам. При подписании контракта ещё в Кеттеринге Хэпгуду выплатили 10 фунтов, но он их проиграл в вагоне, согласившись поиграть в карты с местными шулерами. По прибытии в столицу его встретил один из тренеров клуба «Панч» Макэван, который сразу поддержал новичка: «Все в порядке сынок. Теперь ты в „Арсенале“, и все будут заботиться о тебе». Эдди в свои 19 лет имел достаточно худое телосложение. Был настолько слаб, что едва не падал в обморок после отработки ударов головой по тяжелых кожаных мячах того времени. Но тренер команды Том Уиттакер взялся за молодого защитника. В ходе долгих поисков причины такой слабости новичка, Том решил, что Эдди очень легкий (всего 60 килограмм). Хэпгуд ждали жестокие тренировки с нагрузкой. Мало того, он был ещё и вегетарианцем. Однако упрямый наставник исправил и это, заставив его начать есть мясо. В этом заключалась особая диета Уиттакера — есть как можно больше стейков. Эту методику вместе с Хэпгудом разделил и правый нападающий Джо Юм, который так же немало натерпелся от ненавистных мячей. Но в будущем это стало формулой успеха: Эдди набрал физическую силу и массу, а игра головой так и вовсе стала его козырем.
Дебют в составе «канониров» состоялся 19 ноября 1927 года в матче с «Бирмингем Сити» на «Сент-Эндрюсе» (1:1). Хэпгуд заменил в основе травмированного Хораса Коупа. За сезон новобранец «канониров» появился в составе лишь дважды. В следующем году молодой левый защитник сыграл за «Арсенал» уже 17 матчей, а в дальнейшем стал просто незаменим.

### Сезон 1929/30 годов
1929 год стал очень значимым как для самого Хэпгуда, так и для всей команды. Молодой защитник, наконец закрепился в основе, как и несколько его партнеров — Гербе Робертс, Джек Ламберт и Чарли Джонс. К тому же, летом того года Герберт Чепмен сделал одни из самых важных приобретений в истории клуба той поры. Это покупка одного из лучших форвардов страны Алекса Джеймса из «Престона», и подписание 17-летнего Клиффа Бестіна из «Экстер Сити».
В 1930 году, на пятый год руководства командой Чэпменом, пришел первый успех. В финале Кубка Англии был обыгран «Гаддерсфілд Таун» (2:0). Причем за пять матчей в турнире лондонцы не пропустили ни одного гола, завоевав трофей с разницей мячей 9:0. Отлично сработала и оборона, которой славился тот «Арсенал». С тех пор для «канониров» началась «золотая эра». «Мои незабываемые воспоминания относятся к финалу кубка 1930 года, ведь это был мой первый финал, а я играл в основе чуть больше года. В тот день мы одержали верх над могучим „Хаддерсфилдом“, это была великая победа, великий момент для Старого Босса, который в свое время превратил „Хаддерсфилд“ в замечательную команду. А теперь он шёл к тому, чтобы сделать из нас ещё более сильный клуб».

### Сезоны 1930/31 и 1931/32 годов
В сезоне 1930/31 «Арсенал», вместе с Хэпгудом в основе, который сыграл в 38 матчах, впервые в своей истории стал чемпионом страны. В следующем сезоне Эдди сыграл в 42 из 42 матчах «канониров» в чемпионате, но «Арсенал» уступил чемпионство «Эвертону», отстав на два очка от лидера.

### Сезон 1932/33 годов
В конце сезона 1932/33 «Арсенал» оставил Том Паркер — капитан клуба. Чепмен решил, что лучшей замены в этой роли ему не найти, удостоив этого звания Эдди Хэпгуда. Этот сезон, кстати, закончился второй победой в чемпионате, повторенной в следующие два года.

### Сезон 1933/34 годов
В 1933 году Эдди впервые вызвали в сборную Англии. Дебют пришелся на товарищеский матч с итальянцами в Риме, который завершился ничьей (1:1). Родоначальники провели в том году ещё четыре игры, в трех из которых Эдди неизменно играл. Его партнером по обороне в этих поединках стал правый бек «Хаддерсфилда» Рой Гудолл, который был капитаном «трех львов». Интересно, что в мае того же года ФА предложила Герберту Чепмену порулить национальной командой на пару встреч. Тот самый матч в Риме стал первым для него. Состав на игру выбирала Ассоциация, а тактику и игровые установки давал уже «главный тренер».
Возможно «канониры» и установили бы рекорд по количеству титулов подряд, но 6 января 1934 года Герберт Чепмен умер от пневмонии. «Его смерть в 1934-м породила огромную пустоту, которая так и осталась такой. Я никогда не забуду тот день. Нам предстояло принимать на Хайбери „Шеффилд Уэнсдей“. Я брился в своем доме в Финчли, когда Элис Мосс, жена нашего вратаря, ворвался ко мне в ужасном состоянии. Она увидела на улице заголовки газет, каждый из которых говорил о смерти Герберта Чепмена. Я был настолько потрясен этой новостью, что около 15 минут так и стоял с наполовину намыленным лицом. Когда я, наконец, побрился, то поспешил на стадион, чтобы удостовериться в правдивости слухов. Внутри Хайбери больше походил на морг. В тот день было не до футбола. Прошло немало времени, прежде чем мы пережили эту трагедию. Герберт Чепмен так много сделал, и ещё так много мог сделать…».
Тренерский пост в «Арсенале» решили отдать проверенному человеку, Джо Шоу, который выступал за клуб в период с 1907 по 1922 год, после чего руководил резервной командой. Шоу уверенно довел команду третьего чемпионства.
Однако ещё до того, 14 апреля сборная Англии провела первую игру в новом году. На «Уэмбли» приехали шотландцы. Матч состоялся в рамках домашнего чемпионата Великобритании сезона 1933-34 годов. Но уверенная победа 3:0 не принесла хозяевам титул — он был завоеван валлийцами. В мае и сентябре сборная провела ещё три встречи. Весь этот год Хэпгуд неизменно играл в паре с капитаном команды Томом Купером из «Дерби Каунти».

### Сезон 1934/35 годов
Летом 1934 года место менеджера «Арсенала» занял (теперь уже на постоянной основе) давний помощник Чепмена — Джордж Эллисон. К тому времени в клубе назревала смена поколений. Эллисон знал, что нужно делать, приняв должность. Стоит добавить, что отношения с новым наставником в Хэпгуд сразу не задались.

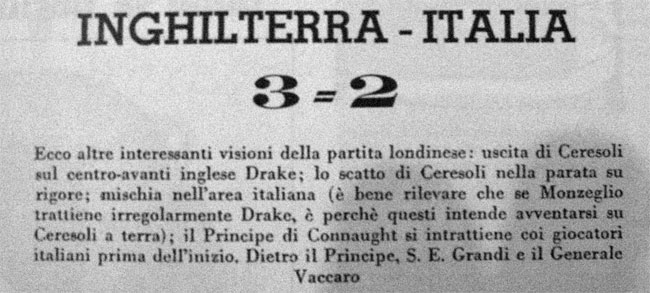
Заметка в итальянской газете «Il Calcio Illustrato» о матче, получившем название «Битва на Хайбери».

14 ноября 1934 года состоялась встреча сборной Англии с чемпионами мира — итальянцами. Многие (в большей степени конечно англичане) тогда окрестили эту игру как настоящий бой за титул лучшей сборной планеты. Позже этот матч будут называть никак иначе, как «Битва на Хайбери». Хозяева хорошо начали поединок, забив три гола в первые 12 минут. Но в оставшееся время игра приобрела вид жестокого противостояния, из которого не каждый сумел выбраться здоровым. Сэр Стэнли Мэтьюз рассказывал про один эпизод с Эдди Хэпгудом: «После того, как Эрик Брук забил два мяча, Бертолини что есть силы ударил Хэпгуда, проходя мимо, локтем в лицо. Эдди упал словно цены на Уолл-Стрит в 1929-м». «Я отправился в раздевалку, под тихий рев трибун и подбадривание Теда Дрейка, со звоном в ушах. Старый Том (Уиттакер) корпел над моим окровавленным лицом. Я спросил у него, а что если мой нос сломан. Аа он, накладывая пластырь, деловито сказал, что такое бывает. Как только он закончил, я тут же вскочил и выбежал на поле». При такой напряженной атмосфере, да ещё и в тумане, во второй половине гости отыграли два мяча усилиями Джузеппе Меацца, но сравнять счет не смогли. В этом чрезвычайно памятную поединка, Эдди Хэпгуд впервые выступал в ранге капитана. В дальнейшем он вспоминал о том злополучном матче: «Очень трудно играть как джентльмен, когда рядом кто-то похожий на члена мафии „втирает“ ваши ноги в газон, или неожиданно подойдя сзади, поднимает в воздух».
В том году за сборную, как и в следующем, в защите с Эдди играл его одноклубник Джордж Мейл. 6 апреля 1935 года в решающей встрече за титул чемпиона Великобритании родоначальники играли в гостях с «тартановою армией». Около 130 тысяч зрителей стали свидетелями победы команды хозяев, однако чемпионство пришлось разделить, хотя у англичан было забито на гол больше.

### Сезон 1935/36 годов
Следующий год ознаменовался для Хэпгуда сплошными неудачами. «Арсенал» после Нового года шел в чемпионате на 3-4 месте и никак не мог приблизиться к лидирующему «Сандерленду». Сборная так же неудачно начала выступления, потерпев 4 поражения в 5 матчах, и проиграв домашнее первенство шотландцам. В решающем поединке с «горцами», который проходил на Уэмбли 4 апреля 1936 года, вплоть до 75-й минуты хозяева вели в счете 1:0, но именно эта минута стала роковой — Хэпгуд сфолил в штрафной и заработал пенальти для противника. Капитан сборной Англии стал первым футболистом в истории большого стадиона, кому выпала такая судьба. Томми Уокер с точки не промахнулся — 1:1. В будущем Эдди за это получил не одно гневное письмо на свой адрес.
Правда, вскоре «канониры» вышли в финал Кубка. Но за два дня до игры Эдди получил телеграмму, в которой сообщалось о тяжелой болезни его матери. Тут же ему пришлось все бросить и отправляться в Бристоль. Но, к счастью, все обошлось — Хэпгуд смог успеть к финалу против «Шеффилд Юнайтед», который завершился для «пушкарей» очередным трофеем. А его мать в тот день слушала радиорепортаж с «Уэмбли» в Королевской больнице Бристоля.

### Сезон 1936/37 годов
После этого целый год Хэпгуд не привлекался к играм в национальной сборной, а капитанская повязка, тем временем, перешла к Джорджу Мейлу. Долгожданное возвращение состоялось лишь 20 мая 1937 года в Хельсинки, где англичане разгромили финнов 8:0. Но этот матч так и остался единственным для Хэпгуд в том году. Осенью сборная начала очередной поход за титулом чемпионов Великобритании, но уже без Эдди. В чемпионате же Англии «Арсенал» занял третье место, а Хэпгуд сыграл в 32 матчах и забил один гол.

### 1937/38 годов
В сезоне 1937/38 «Арсенал» в третий раз попытался вернуть себе титул чемпионов. В ожесточенной схватке с «Брентфордом» и «Вулвергемптоном» «канониры» одержали-таки пятое чемпионство за восемь лет, став самой успешной и лучшей командой десятилетия.
В сборную «трех львов» Эдди Хэпгуд снова вернулся незадолго до триумфа с «Арсеналом». Это произошло 6 апреля 1938 года на Уэмбли в заключительной игре домашней британской первенства против шотландцев, где он снова вышел с капитанской повязкой. На самом деле игра уже ничего не решала — формально англичане завоевали титул ещё в ноябре прошлого года. Однако северные соседи, скорее всего, и не думали об этом, победив 1-0, благодаря голу Томми Уокера.
А 14 мая родоначальникам ждал нелегкий выезд в Берлин на товарищескую игру со сборной Германии. На Олимпийском стадионе собралось около 110 тысяч зрителей. До игры один из чиновников ФА посетил раздевалку сборной, объяснив, что во время английского гимна немецкие футболисты собираются выполнить салют в знак уважения. Тем самым он просил, чтобы и англичане отдали нацистское приветствие во время хозяйского гимна, чтобы не нагнетать политическую обстановку между обеими странами. «Я сидел полностью подавленный, представляя, что же моя семья и друзья могут подумать, увидев меня и моих товарищей по команде…». Через несколько минут чиновник вернулся и сообщил, что получил прямой приказ от сэра Невилла Хендерсона (британского посла в Берлине), одобренный секретарем ФА Стэнли Роузом. «Нам сказали, что сейчас политическая ситуация между Германией и Великобританией очень напряженная, достаточно искры, чтобы вспыхнула вся Европа».
Хоть самого фюрера, который желал использовать матч для нацистской пропаганды, на стадионе в тот день не было, приветствие отдать все же пришлось. Сборная Англии обыграла немцев 6:3 и уехала на родину. Хэпгуд позже писал: «Это был худший момент в моей жизни, который я ни за что не захотел бы повторить снова».

### Сезон 1938/39 годов
Осенью 1938 года стартовал очередной, и как оказалось, последний сезон в карьере Хэпгуд. У «Арсенала» дела в чемпионате в очередной раз шли плохо. Причиной этого служил обновленный состав, после ухода ряда лидеров клуба летом 1938 года. Команда большую часть сезона граничила между первой и второй десяткой, однако весной дела несколько улучшились и «канониры» успели ворваться в пятерку.
Сборная Англии к тому времени готовилась к выезду в Глазго на решающую игру чемпионата Великобритании. Ещё в октябре 1938 года родоначальники начали турнир с поражения от валлийцев 2:4, но через месяц реабилитировались разгромом ирландцев 7:0. 15 апреля 1939 года «Гемпден Парк» был переполнен — абсолютно рекордные 149 269 зрителей. Игра стартовала с гола хозяев, которые и открыли счет на 20-й минуте. Но во втором тайме англичане показали игру высокого класса, восстановив паритет на 67-й минуте усилиями Патрика Бизли. А на 88-й Томми Лоутон забил победный гол. Чемпионство, тем не менее, пришлось разделить между тремя сборными — впервые в истории. Впоследствии Хэпгуд считал этот матч самой большой игрой в своей жизни.
Свой последний поединок за национальную команду Эдди Хэпгуд провел 18 мая 1939 года в Белграде. Англичане уступили югославам на их поле 1:2. Дополнительно к этому Хэпгуд порвал связки колена, что поставило под вопрос хоть какое-то продолжение карьеры.
Всего за карьеру за сборную Англии Хэпгуд провел 30 матчей, 21 из которых как капитан. За «Арсенал» же он провел 440 матчей, пропустив всего около 50 встреч более чем за 10 лет. При этом Эдди ещё сумел дважды забить.

### Во время войны
1 сентября 1939 года началась война. На начало войны Эдди было только 30 лет, но официальные соревнования были прекращены. Хэпгуд выступал в неофициальных матчах за сборную, а также за «Арсенал», проведя более 100 матчей за родной клуб в период между 1939-45 годы. Бывало в войну и так, что «Арсенал» занимал своих футболистов разных клубов. Самому Хэпгуд за это время пришлось поиграть за «Саутгемптон» и «Челси».
В 1943 году на Уэмбли Эдди был представлен королю Георгу VI как капитан национальной команды. Монарх даже подписал их совместную фотографию, которую Хэпгуд хранил, как самый дорогой сувенир в жизни. А в январе того же года в знак его заслуг перед национальной командой ФА вручила Хэпгуд сертификат на 100 фунтов. Раньше похвала от футбольных чинов в таком виде никому не доставалась.
Тогда Эдди уже не первый год служил в Королевских ВВС. Так сложилась судьба, что вместе с ним воевал и известный Билл Шенкли из «Престона», почему Эдди был очень рад. В автобиографии Хэпгуд тепло отзывался о финал военного Кубка на Уэмбли 1941 года, когда его «Арсенал» играл с «Престоном» Шенкли.
Чуть позже, уже после окончания войны, Эдди боролся за пост главного тренера клуба со своим учителем Томом Виттакером, но безуспешно. В итоге, со всеми перессорившись, он окончательно покинул стан «канониров» в декабре 1945 года. Причиной его ухода также указывается отказ клуба заплатить Эдди за военные годы, проведенные в «Арсенале».

### Карьера тренера

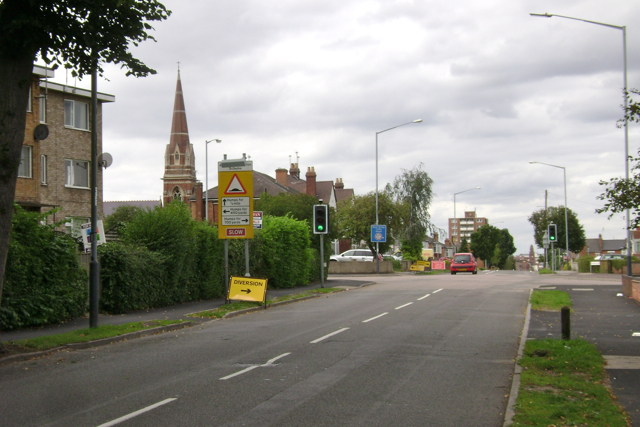
Городок Роял-Лемингтон-Спа, где провел свои последние годы и умер Эдди Хэпгуд.

После войны Хэпгуд занялся тренерской деятельностью. Успеха, правда, это не принесло. Ещё до того как возглавить «Блэкберн Роверз» Эдди безуспешно пытался возобновить карьеру в «Шрюсбери Таун». На должности менеджера великому защитнику так же не удалось ничего достичь. Ни «Блэкберн», ни позже «Уотфорд», ни даже местный «Бат Сити» положительных результатов с Эдди так и не добились. В целом Хэпгуд работал тренером более 10 лет, а лучшими его успехами стали пятый раунд Кубка с «Роверс» в 1947 году и 6-е место в 3-м дивизионе с «Уотфордом» в 1950 году. После этого Хэпгуд успел поработать и в родном «Арсенале», тренируя юношеские команды клуба.

### Последние годы
В 1957 году Эдди Хэпгуд навсегда оставил футбол. Вскоре он устроился на должность начальника общежития (Христианской Ассоциации молодежи) для студентов научно-исследовательского центра по атомной энергии в Харвелле и Веймуте. Практически всю свою жизнь Эдди никогда не жаловался на здоровье, однако, в 60 лет он перенес сердечный приступ, который заставил его досрочно уйти на пенсию. Вскоре Хэпгуд поехал в Ройал-Лемингтон-Спа — знаменитый гостиничный центр в графстве Ворикшир.
Через пять лет, 20 апреля 1973 года в Страстную Пятницу, Эдди со своим давним другом Стэн Каллисом посетили спортивный форум в Гонили-Гол. Хэпгуд умер от второго в жизни сердечного приступа прямо во время мероприятия.
Через неделю, 27 апреля, после службы в церкви Святого Марка, Эдрис Альберт Хэпгуд был похоронен на кладбище по Брансвик-Стрит в Лимингтоне.

## Память
В сентябре 2003 года один из его двух сыновей, Майк, открыл мемориальную доску в честь своего отца: «В знак признания самого великого футболиста, который когда-либо появлялся в Бристоле».
Через некоторое время её пришлось перевезти в другое место, после того, как дом, где родился Эдди, был снесен. Сейчас мемориал имени Хэпгуд расположен в начальной школе в Бартон Хилл, где когда-то учился великий капитан.

## Достижения
- Чемпион Англии (5): 1931, 1933, 1934, 1935, 1938
- Обладатель Кубка Англии (2): 1930, 1936
- Обладатель Суперкубка Англии (5): 1930, 1931, 1933, 1934, 1938